# Nebuloasa Orion
Nebuloasa Orion (cunoscută și ca Messier 42, M42, sau NGC 1976) este o nebuloasă de reflexie situată în Calea Lactee, fiind localizată la sud de Centura lui Orion din constelația cu același nume. Această nebuloasă este una dintre cele mai strălucitoare nebuloase, care poate fi văzută cu ochiul liber în timpul nopții. Ea a dezvăluit astronomiei mult despre procesul formării stelelor și a sistemelor planetare aflate în jurul lor, din nori de gaz și praf. Astronomii au observat în mod direct discuri protoplanetare, pitice brune, mișcări intense și violente de gaz precum și efectele ionizării fotonilor în jurul stelelor masive din nebuloasă.

## Informații generale
Nebuloasa face parte dintr-o nebuloasă și mai mare numită Norul molecular complex din Orion. Acesta se întinde pe tot volumul constelației Orion și include Bucla lui Barnard, Nebuloasa Cap de Cal, M 43, M 78 și Nebuloasa Flacără. Stelele se formează pe tot cuprinsul nebuloasei Orion și formarea lor se observă, în special, în spectrul infraroșu.
Nebuloasa este vizibilă cu ochiul liber chiar și din unele zone cu poluare luminoasă. Se vede ca și o „stea” de magnitudine mijlocie sub cele trei stele care formează Centura lui Orion. Stelele apar cețos, pentru un observator cu un aparat vizual normal (ochi) și ca o nebulozitate prin binocluri sau telescoape mici.
Nebuloasa din Orion conține un roi deschis foarte tânăr, cunoscut sub numele de Trapezium, datorită asterismului celor patru stele primare. Două dintre acestea pot fi considerate ca făcând parte dintr-un sistem binar iar în nopțile cu vizibilitate astronomică mare, se văd ca un total de șase stele. Stelele din „Trapezium” sunt încă în formare, împreună cu multe alte stele, chiar în anii de plină formare. Trapezium poate fi considerat un component al „Roiului nebulos Orion”, un grup format din încă 2.000 de stele, cu un diametru total de 20 ani-lumină. Cu două milioane de ani în urmă, acest roi ar fi putut fi casa unor stele „migratoare” cum ar fi AE Aurigae, 53 Arietis sau Mu Columbae, care se îndepărtează de nebuloasă cu o viteză de peste 100 km/s.
Observatorii au notat de mai mult timp o nuanță verzuie accentuată a nebuloasei, pe lângă zonele roșii și violet-albăstrii. Nuanța roșie este foarte bine cunoscută și este cauzată de liniile de radiație Hα, specifice unei lungimi de undă de 656,3 nm. Nuanța violet-albăstrie este specifică radiației reflectate de stelele masive ale clasei O aflate în miezul nebuloasei.
Explicația nuanței de verde a fost o problemă greu de rezolvat pentru astronomii de la începutul secolului al XX-lea, întrucât niciuna dintre liniile spectrale descoperite până atunci nu se regăsea în acest caz. S-au făcut speculații în jurul unui așa-zis nou element chimic numit sugestiv „nebulium”. Mai târziu, când fizica atomică a mai evoluat, s-a determinat că acele linii din spectrul verde erau cauzate de o tranziție a electronilor în atomi de oxigen dublu ionizați, o așa-numită „tranziție imposibilă (nepermisă)”. Această radiație nu s-a putut reproduce în laborator deoarece ea depinde de un mediu întâlnit numai în așa-numitul „spațiu îndepărtat” (în engleză deep space).

## Istorie

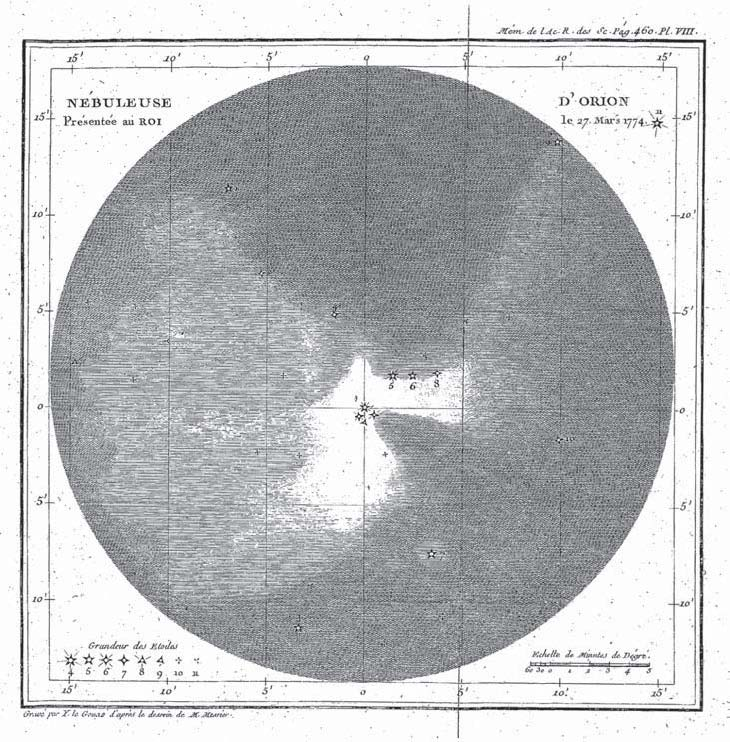
Desenul Nebuloasei din Orion făcut de Charles Messier, Mémoires de l'Académie Royale

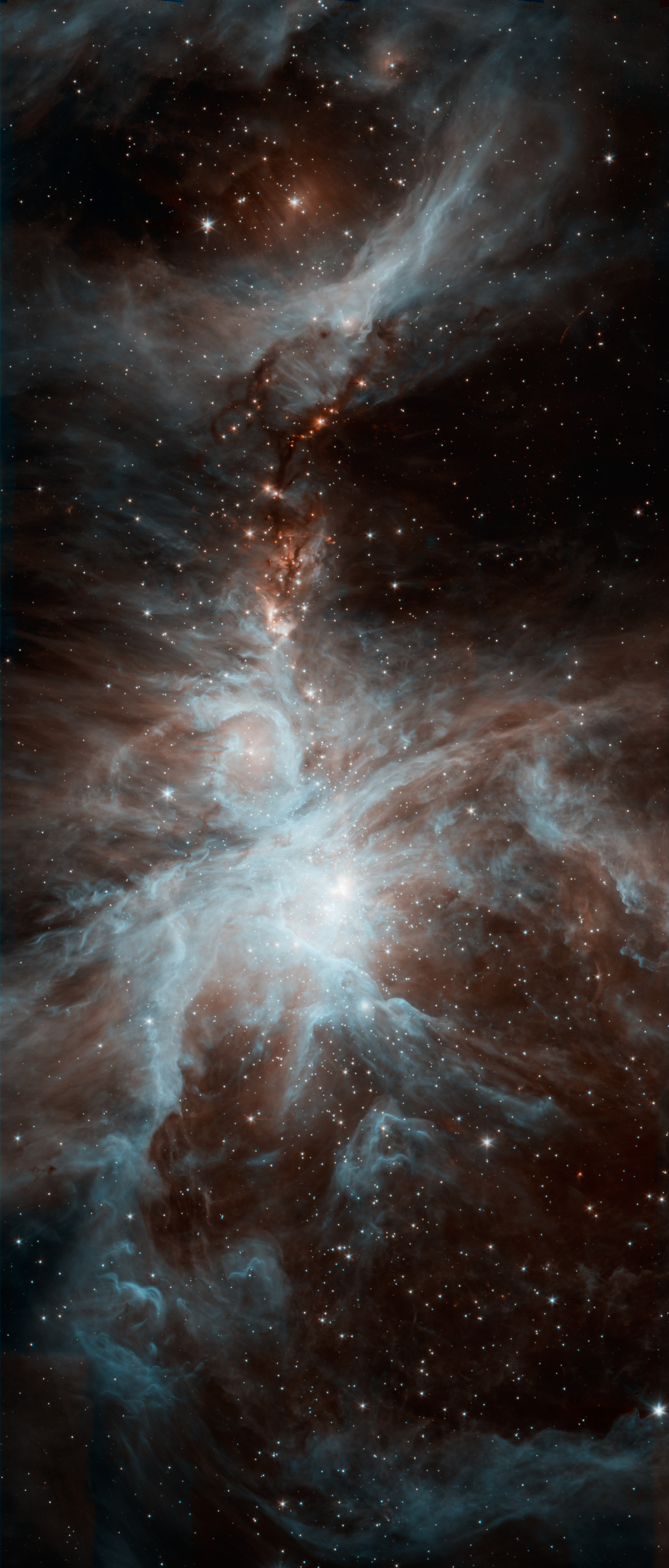
Nebuloasa Orion, văzută de Telescopul spațial Spitzer al NASA.

Civilizația Maya din America Centrală are o legendă care menționează zona de pe bolta cerească acoperită de Orion, numită de ei Xibalba. Jocurile lor tradiționale conțineau, în mijlocul „pachetului de joc”, o mâzgălitură care reprezenta nebuloasa din Orion. Aceasta este dovada că mayașii au detectat o zonă difuză (nu o stea) sub „Centura lui Orion”.
Nebuloasa din Orion poate fi văzută cu ochiul liber, cu toate acestea, mai mulți observatori astronomici nu au inclus-o în listele lor de obiecte cerești. Nici Ptolemeu, în cartea sa Almageste, nici Abd Al-Rahman Al Sufi, în a lui „Carte a stelelor fixe”, nu au menționat această nebuloasă, deși au atașat cărților lor o listă cu obiecte non-stelare. Nici chiar Galileo Galilei, care a făcut observații astronomice ale constelației Orion între 1610 și 1617, nu a descoperit acest obiect. Acest fapt a iscat ipoteze care presupun că stelele au mai crescut în luminozitate între timp.
Omul considerat ca fiind primul care a observat nebuloasa din Orion este francezul Nicolas-Claude Fabri de Peiresc, în 1610, după cum reiese din notițele lui Peirsec. Johann Baptist Cysat din Lucerna, un astronom iezuit, a fost primul care a menționat (ce-i drept cam ambiguu) acest obiect într-o scriere. Nebuloasa a fost descoperită separat de mai mulți astronomi cunoscuți în anii următori, cum ar fi Christiaan Huygens în 1656 (schiță publicată în 1659). Charles Messier a fost primul care a notat nebuloasa, pe 4 martie 1769, la un loc cu cele trei stele din Trapezium (pe care le semnalase și Galilei în 1617, dar acesta nu a observat nebuloasa care le înconjura, probabil din cauza câmpului strâmt de viziune ale primelor telescoape). Charles Messier a publicat primul catalog al obiectelor depărtate în 1774, pregătit deja în 1771, numit astăzi Catalogul Messier. Întrucât nebuloasa Orion a fost al 42-lea obiect din lista lui Messier, el a primit denumirea de M42.
Odată cu introducerea spectroscopiei, William Huggins a demonstrat natura gazoasă a nebuloasei, în 1865. Pe 30 septembrie 1880, Henry Drapper a făcut prima astrofotografie a nebuloasei din Orion, care a intrat în istorie ca prima astrofotografie a cerului îndepărtat.
În 1902, Hermann Carl Vogel și Eberhard au descoperit diferențe de viteză în interiorul nebuloasei, iar din 1914 astronomii au folosit interferometrul la Marsilia pentru a efectua măsurători ale mișcărilor de rotație și ale mișcărilor neregulate. Campbell și Moore au confirmat aceste rezultate folosind un spectrograf, demonstrând astfel prezența turbulențelor în interiorul nebuloasei.
În 1931, Robert J. Trumpler a observat că stelele mai puțin strălucitoare de lângă Trapezium formează un roi. Tot el a denumit acest roi „Trapezium”. Bazându-se pe magnitudinea stelelor și pe clasa lor spectrală, el a obținut o distanță aproximativă de 1.800 ani-lumină, distanță de trei ori mai mare decât cea acceptată de comunitatea astronomică în prezent.
În 1993, Telescopul spațial Hubble a observat pentru prima dată Nebuloasa Orion. De atunci, nebuloasa a fost observată periodic de acest telescop. Imaginile obținute au fost utilizate pentru a crea un model tridimensional al nebuloasei. Discul protoplanetar a fost observat lângă stelele „nou-născute” din nebuloasă. Totodată a fost cercetat și efectul devastator al radiației ultravioletă emisă în exces de către stelele gigante.
În 2005, „Camera pentru observații panoramice”, un instrument al telescopului spațial Hubble, a capturat cea mai detaliată imagine a nebuloasei de până acum. Imaginea a fost luată în timpul a 104 orbitări ale telescopului, capturând peste 3 000 de stele până la magnitudinea 23, inclusiv pitice brune care probabil alcătuiesc un sistem binar. Un an mai târziu, oamenii de știință care lucrau cu telescopul spațial au anunțat pentru prima oară masa unui sistem binar eliptic format din două pitice brune, 2MASS J05352184–0546085. Perechea din nebuloasa Orion are o masă aproximativă de 0,054 M☉ respectiv 0,034 M☉ și o perioadă orbitală de 9,8 zile. În mod surprinzător, cea mai masivă s-a dovedit a fi și cea mai puțin luminoasă.

## Structură

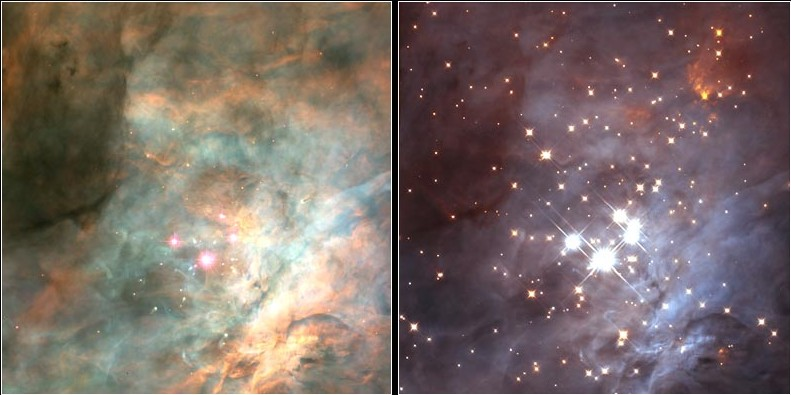
Imagine optică ce scoate la iveală nori de gaz și praf din Nebuloasa Orion; imagine în infraroșu (dreapta) ce conține stele tinere Realizat de Universitatea C. R. O'Dell-Vanderbilt, NASA și ESA.

Întreaga nebuloasă din Orion se întinde pe o suprafață a boltei cerești de 10°, suprafață ce include și norii interstelari de praf și gaze, roiuri stelare, gaz ionizat și nebuloase de reflexii.
Nebuloasa formează un nor sferic ascuțit, centrul de masă fiind localizat în miez. Temperatura în acest nor atinge valori de până la 10.000 K, scăzând brusc la marginea nebuloasei. Spre deosebire de distribuția densității, norul prezintă o serie de viteze și turbulențe diferite, în special în jurul nucleului. Unele mișcări relative ating viteza de  10 km/s, cu variații locale de până la 50 km/s și mai mult.
Modelul astronomic curent pentru nebuloasă constă în regiuni ionizate centrate pe steaua Theta1 Orionis C, responsabilă pentru majoritatea emisiilor de radiații ionizante ultraviolete. (Ea emite de 3–4 ori mai multă lumină fotoionizantă decât cea mai apropiată stea strălucitoare, Theta2 Orionis A. Aceasta este înconjurată de o zonă concavă de nori denși și neutri, cu spații formate din gaze neutre în jur. Această zonă face parte din perimetrul norului molecular din Orion.
Observatorii au dat nume mai multor elemente din nebuloasa Orion. Culoarul întunecat care pătrunde în regiunea luminoasă se numește „Gura Peștelui”. Zonele luminoase de pe margini mai sunt numite și „Aripile”. Alte denumiri sunt „Sabia”, „Lovitura” sau „Vasul”.

## Formarea stelelor

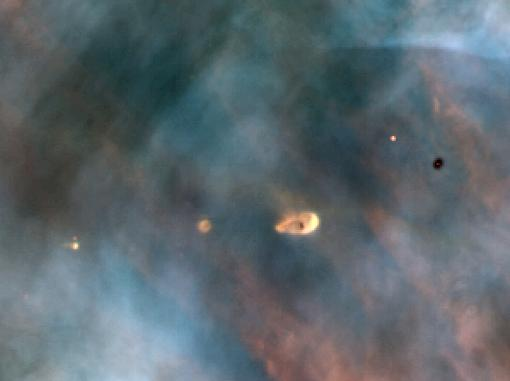
Vedere a mai multor discuri protoplanetare din Nebuloasa Orion, luate de telescopul spațial Hubble Realizat de NASA.

Nebuloasa Orion este un exemplu de „maternitate stelară”, unde se nasc mereu stele noi. Observațiile efectuate au demonstrat existența a aproximativ 700 de stele în diferite faze de evoluție.
Observațiile recente făcute de telescopul spațial Hubble au dus la descoperiri importante, cum ar fi cea a discurilor protoplanetare din Nebuloasa Orion. Telescopul Hubble a descoperit 150 de astfel de discuri în întreaga nebuloasă, acestea fiind considerate sisteme planetare în formare. Acest număr impresionant arată faptul că în Univers există o mulțime de sisteme solare în această fază sau care sunt deja mature.
Stelele se formează când nori de hidrogen și alte gaze din regiunea H II se contractă sub propria lor greutate. În timp ce gazul se contractă, regiunea centrală devine tot mai puternică și mai fierbinte, astfel gazul ajunge la temperaturi extreme prin convertirea energiei potențiale gravitaționale în energie termică. Dacă temperatura devine prea mare, fuziunea nucleară va genera o protostea. O protostea se naște atunci când începe să emită energie radiativă pentru a balansa gravitatea ei și a opri un colaps gravitațional.
În mod normal, un nor de materie rămâne la o distanță substanțială de stea înainte de pornirea reacțiilor de fuziune. Rămășițele norului formează discul protoplanetar al protostelei, locul unde se pot forma planetele. Recent, observațiile făcute în infraroșu au arătat că particulele de praf din aceste discuri protoplanetare cresc, trecând la următoarea fază, cea de planetă pitică.

### Vântul stelar și efectele lui
Odată formate, stelele din nebuloasă emit un curent de particule încărcate, curent cunoscut și sub numele de vânt stelar. Stelele masive și cele tinere propagă un vânt stelar mult mai intens decât Soarele. Vântul stelar formează unde de șoc la impactul cu gazul din nebuloase, aflat sub formă de nori gazoși. Acest proces joacă un rol important în formarea stelelor prin comprimarea norilor de gaz, ducând astfel la colapsul gravitațional al norului de gaz.
În nebuloasa Orion au loc mai multe tipuri de șocuri. Catalogul Herbig-Haro conține majoritatea fenomenelor legate de acest subiect din nebuloasa Orion.
- Șocurile-arc sunt ciocniri staționare și se formează atunci când două particule înaintează pentru a se ciocni una cu cealaltă. Aceste particule sunt prezente lângă cea mai caldă stea din nebuloasă unde vântul stelar atinge o viteză de zeci de kilometri pe secundă. Ciocnirile-arc pot avea loc și la capătul jeturilor stelare când acestea întâlnesc particule interstelare.
- Șocurile dirijate de jeturi se formează în apropierea materiei răspândite lângă stelele nou-născute. Aceste benzi înguste călătoresc cu sute de kilometri pe secundă și devin șocuri când întâlnesc gaze inerte.
- Șocurile încovoiate apar la observator ca șocurile-arc. Ele au loc atunci când un șoc dirijat de jet întâlnește o porțiune de gaz în mișcare.

Dinamica mișcărilor gazului din M42 este complexă, dar ele se deplasează, aparent, în direcția Pământului. Zona largă din spatele regiunii ionizate se contractă în acest moment sub presiunea propriei greutăți.
Odată ce protosteaua intră în fazele prezente în secvența principală, ea este clasificată ca fiind o stea. Chiar dacă toate discurile planetare pot forma planete, observațiile făcute au demonstrat că radiațiile stelare intense au distrus planetele mici din zona Trapezium.

## Evoluție
Nori interstelari se găsesc în conținutul majorității galaxiilor, cum ar fi însăși Calea Lactee. Ei s-au format ca particule de hidrogen neutru amestecat cu alte elemente. Norul din nebuloasa Orion are o greutate de sute de mase solare și se poate extinde la sute de ani-lumină. Forța de gravitație este prea slabă pentru a comprima norul, fiind contracarată de presiunea foarte slabă a gazului din nor.
Fie în urma coliziunii cu un braț spiral, fie din cauza undei de șoc emise de supernove, atomii se condensează în molecule mai grele, fapt care duce la formarea unui nor molecular. Aceasta precedă formarea stelelor din nor cu 10–30 milioane de ani. Discul se concentrează în nucleul viitoarei stele, care poate fi înconjurat de un disc protoplanetar. Aceasta este faza în care se află Nebuloasa Orion în prezent. Cele mai tinere și, totodată, cele mai strălucitoare stele se presupune că ar avea o vârstă de cel mult 300.000 de ani.
Unele dintre stelele care colapsează sunt foarte masive și pot emite mari cantități de radiație ionizantă ultravioletă. Un astfel de exemplu poate fi observat în roiul Trapezium. Pe parcursul timpului, lumina ultravioletă emisă de stelele masive din centrul nebuloasei va îndepărta norul de gaz și praf printr-un proces numit fotoevaporare. Acest proces are ca efect crearea unei cavități în interiorul nebuloasei care permite stelelor  din centru să devină vizibile de pe Pământ. Cea mai mare parte din aceste stele au o durată de viață mică și devin curând supernove.
Ipotetic, în aproximativ 100.000 de ani, majoritatea gazului și a prafului va fi îndepărtat. Rămășițele nebuloasei vor forma un roi deschis, tânăr. Unele dintre stelele care se comprimă sunt foarte mari și pot emite mari cantități de radiație ionizantă ultravioletă. Un astfel de exemplu poate fi observat în roiul Trapezium.

## În cultura populară
În filmul Fântâna, Nebuloasa Orion se referă la Xibalba și este un simbol proeminent al morții și renașterii.

## Galerie

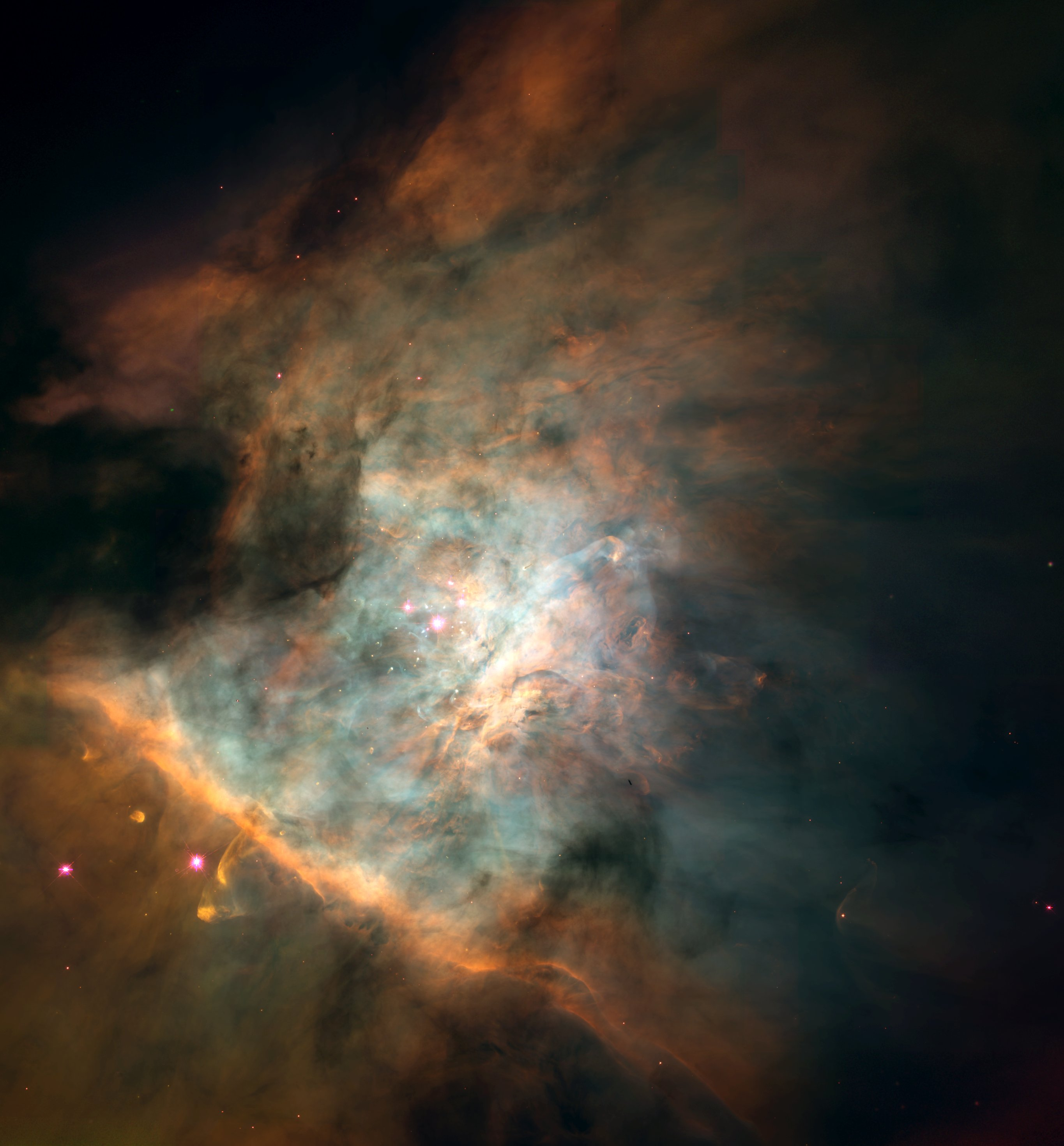
Imagine panoramică din centrul nebuloasei luată de telescopul Hubble. Imaginea se întinde pe o porțiune de 2,5 ani-lumină. Trapezium se află în partea central-dreaptă a imaginii. Realizat de NASA/ESA.
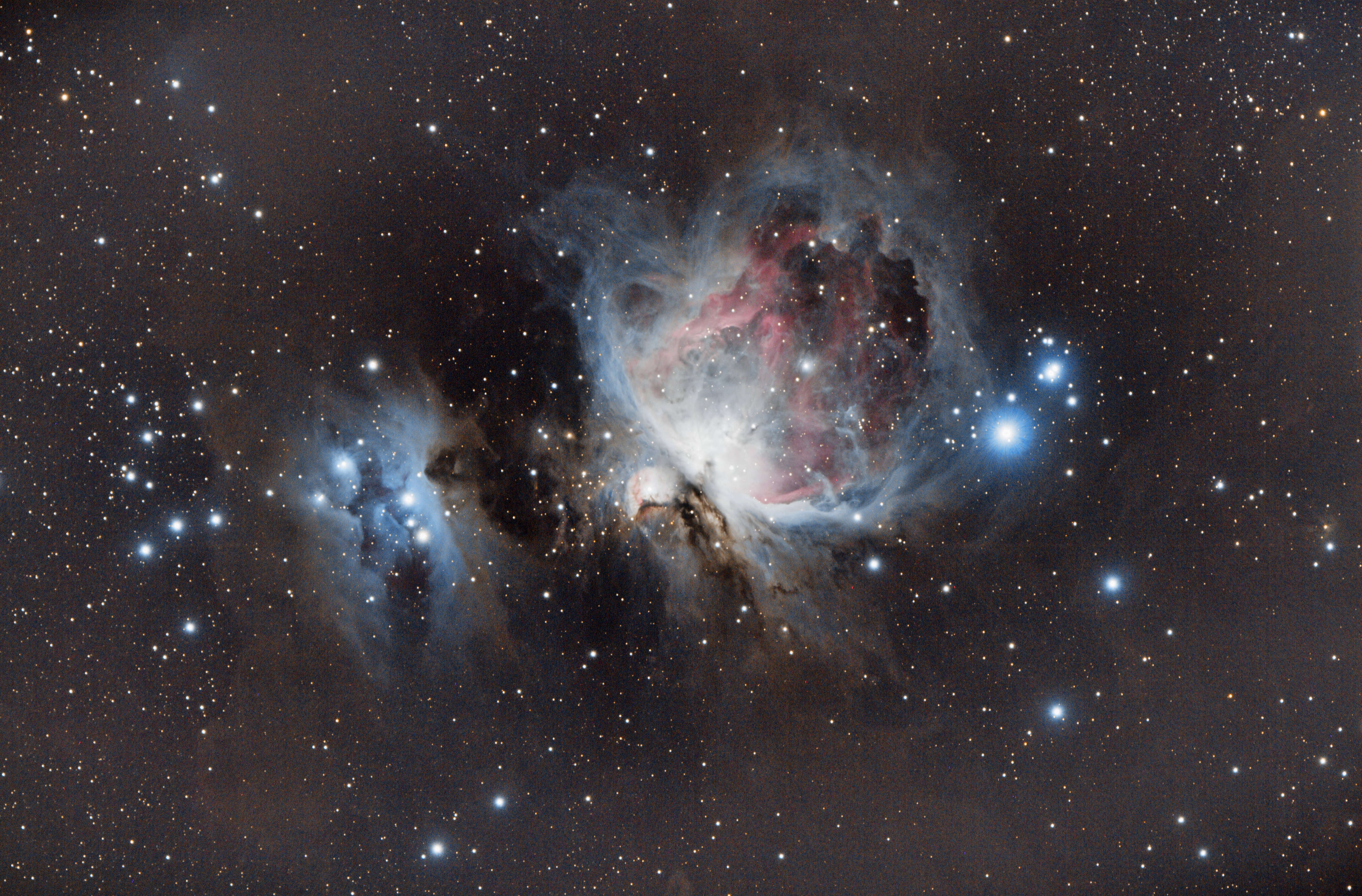
Nebuloasa Orion (M42) și Nebuloasa Running Man (Sh2-279) Nebuloasa din Orion, fotografiate cu echipament pentru amatori.